# Kiss László (építész)
Kiss László, született: Kiss László Károly Emil (Budapest, 1887. március 11. – Budapest, 1925. július 16.) magyar építész, tartalékos tüzérfőhadnagy.

## Élete
Kiss István egyetemi tanár, építész és Herrich Leonia fia. 1909-ben szerzett oklevelet a budapesti Műegyetemen. 1910-től négy éven keresztül Pecz Samu tanársegédjeként dolgozott.
Számos tervpályázaton vett részt, de terveinek nagy része nem valósult meg. Részt vett a Sváb Gyula-féle iskolaépítési programban, ennek keretében több vidéki iskolát tervezett.
Irodalmi tevékenységet is folytatott, Görögországi és konstantinápolyi útibeszámolója (Építőipar, 1912) és Mende Valérról (Magyar Mérnök és Építész Egylet Közlönye, 1918) szóló emlékezése jelent meg.
Vérmérgezésben hunyt el életének 39. évében. A Fiumei úti sírkertben helyezték nyugalomra. Az Építő Ipar című folyóirat így emlékezett meg róla:
„Az ifjabb építészgárdának egyik legtehetségesebb, legszimpatikusabb, legnagyobb reményekre jogosító tagja hagyott itt váratlanul bennünket. Július hó 16-án halt meg Kiss László élete 39-ik évében. Vérbeli építész volt, a nagy Kiss Istvánnak fia, ki óriási tudását, munkabírását, született tehetségét fiának hagyta örökül. Fájdalom, olyan kort élünk, midőn legjobbjaink sem tudnak produkálni Semmit, mikor ilyen nagy tehetségnek, mint a megboldogult volt, legszebb éveiben nem nyílt alkalma alkotásokra. Ez a háború legszörnyűbb következménye, tehetségeink elnémítása. Pedig mit tudott volna alkotni Kiss László, ki oroszlánkörmeit már a műegyetemen megmutatta. Már másodéves korában megnyerte a Nagy Virgil tanár által kiírt pályázatot s művét mindenki megcsodálta. Azóta számos országos tervpályázaton tűnt fel rendkívül finom művű terveivel. A műegyetemen sokáig Pecz Samu mellett asszisztenskedett, majd önálló működést folytatott, főleg a kultuszminisztérium bízta meg iskolák tervezésével. Legutóbb a komáromi főgymnázium építését vezette. A derék, kedves bajtárs és kortárs emlékét kegyeletesen fogjuk mindig megőrizni.”

## Ismert épületei
- 1910-es évek: vidéki iskolaépület(ek), pontosabb helyszín nem ismert – a Sváb Gyula-féle iskolaépítési program keretében[6]

### Tervben maradt épületek
- 1909: főúri kastély, helyszín megjelölése nélkül (hallgatói terv)[5]
- 1911: református egyház bérháza, Debrecen (Arvé Károllyal és Gerstenberger Ágosttal)[5]
- 1911: Kálvin tér rendezése, Budapest[5]
- 1911: Budai Tornaegylet korcsolyacsarnoka, Budapest (Arvé Károllyal, II. díj)[5]
- 1911: Törvényszék és fogház, Beszterce[5]
- 1912: Jégcsarnok, helyszín megjelölése nélkül[5]
- 1912: Székesfővárosi árubódék, Budapest (Gerstenberger Ágosttal)[5]
- 1923: Néprajzi Múzeum, Budapest[5]